# Felixiella
Felixiella är ett släkte av insekter. Felixiella ingår i familjen pansarsköldlöss.
Kladogram enligt Catalogue of Life:
| Felixiella | \| \| Felixiella infulenensis \| \| \| \| |
|            | \| \| Felixiella infulenensis \| \| \| \| |
|            | Felixiella infulenensis                   |
|            |                                           |